# Xinès simplificat
El xinès simplificat (简体中文 / 簡體中文 jiǎntǐ zhōngwén o, menys freqüentment, 简化字 / 簡化字 jiǎnhuàzì) és l'idioma xinès escrit amb caràcters simplificats. És el resultat del procés de simplificació dels caràcters xinesos dut a terme pel govern de la República Popular de la Xina en la segona meitat del segle xx amb l'objectiu d'alfabetitzar a una part més gran de la població.
Altres comunitats xineses que no depenien políticament de la República Popular en aquells moments, concretament les de Taiwan, Hong Kong, Macau i Malàisia, continuen utilitzant els caràcters tradicionals (繁體字 / 繁体字 fántǐzì  o 正體字 / 正体字 zhèngtǐzì).
El japonès, que des del segle IV dEC va adoptar els caràcters xinesos (kanji) com a part de la seva escriptura, fa servir el xinès tradicional, amb algunes variacions esporàdiques resultants de l’evolució de la llengua.

## Antecedents històrics
Durant la primera meitat del segle xx van ser molts els intel·lectuals xinesos que, davant l'endarreriment relatiu de la Xina davant les potències occidentals, van defensar la necessitat d'emprendre reformes profundes en la societat xinesa. Un dels blancs de les ànsies reformistes va ser precisament la llengua.
D'una banda, el xinès clàssic (文言 wényán) era una llengua totalment diferent de la llengua vernacla (白话 báihua) que es parlava, i es va anar imposant la idea, encoratjada per intel·lectuals com Hu Shih, que s'havia de definir una nova llengua estàndard basada en la llengua parlada. En paral·lel a aquesta defensa d'una llengua nacional més propera al llenguatge quotidià, hi va haver també intel·lectuals que van adoptar una postura encara més radical, defensant que havia de ser abolit o reformat el mateix sistema d'escriptura. Alguns, com l'escriptor Lu Xun, van arribar a proposar l'adopció de l'alfabet llatí per al xinès amb alfabet o sil·labari, com ja havien fet el Japó amb el katakana i hiragana i faria més tard Corea del Sud. Per a aquests intel·lectuals, el sistema d'escriptura xinès, amb els seus milers de caràcters, suposava una trava per al progrés tecnològic de la Xina, pel fet que els nens a l'escola havien d'invertir molts anys d'estudi per arribar a dominar el sistema d'escriptura, la qual cosa hauria estat motiu de retard en l'aprenentatge d'altres disciplines.
Tot i l'ímpetu de les idees revolucionàries de l'època, la possibilitat de romanitzar l'idioma mai no va tenir aspecte de fer-se realitat, ja que, d'una banda, hauria convertit en analfabets als que ja sabien llegir i escriure, que haurien hagut d'aprendre un nou sistema, i, de l'altra, l'afecció dels xinesos al seu sistema d'escriptura feia difícil l'acceptació d'una reforma tan radical. Aquesta segona raó és potser la més important, ja que en vietnamita i en coreà, els altres dos idiomes que s'escrivien amb aquest mateix tipus de caràcters, l'ús dels caràcters xinesos va ser abolit, gairebé totalment, al llarg del segle xx.
Davant del camí radical seguit per vietnamites i coreans, a la Xina, com al Japó, s'acabaria imposant la idea més conservadora de modificar gradualment el sistema d'escriptura substituint les formes normatives d'alguns caràcters d'ús molt freqüent per altres de més simples. A aquest procés se l'ha anomenat  simplificació dels caràcters xinesos (漢字簡化 / 汉字简化 hànzì jiǎnhuà). Noteu que la "simplificació" es refereix a una reducció del nombre de traços. Com es comenta més endavant en aquest article, no és clar en absolut que aquests caràcters amb menor nombre de traços siguin més fàcils d'aprendre que els caràcters tradicionals (encara que sí que és veritat que són més fàcils d'escriure a mà).
El primer intent d'introduir caràcters simplificats el va portar a terme el govern del Guomindang (GMD) l'any 1935, que va promulgar una llista oficial de 324 caràcters modificats. En aquesta llista hi havia ja algunes formes populars de caràcters que serien adoptades pel Govern de la República Popular de la Xina anys més tard (com 个 per 個, o 还 per 還, per exemple). No obstant això, la societat va rebutjar de manera general l'adopció d'aquests nous caràcters i un any més tard el Govern va fer marxa enrere i va retirar la reforma.
Després de la Segona Guerra Mundial, el Govern japonès va decidir adoptar de forma oficial formes simplificades per a un nombre considerable de caràcters. Les simplificacions japoneses, però, han estat molt més moderades que les que finalment duria a terme el Govern de la República Popular de la Xina.

## La simplificació dels caràcters a la República Popular
Després de la proclamació de la República Popular de la Xina per Mao Zedong el 1949, el nou govern comunista, al mateix temps que continuava la política del GMD de promoció d'una llengua nacional basada en el mandarí, va reprendre el pla de reformar l'escriptura. El 1955 es va organitzar el Congrés Xinès per a la Reforma de l'Escriptura (中国文字改革委员会 Zhōngguó Wénzì Gǎigè Wèiyuánhuì), del qual en sortiria un comitè que un any més tard, el 1956, publicava la primera llista de caràcters reformats que establia noves formes normatives per 515 caràcters i 54 components de caràcters. A aquesta llista de caràcters se la va anomenar Pla de Simplificació dels caràcters xinesos (汉字简化方案 Hànzì Jiǎnhuà Fāng'àn). Els caràcters simplificats van ser objecte de crítiques i rebuig durant el període d'obertura de les Cent Flors, però en els anys seixanta, amb la radicalització de la política revolucionària i el fervor dels atacs a la cultura antiga s'imposaria l'ús dels nous caràcters. A la llista de 1956 s'afegirien molts més caràcters el 1964, amb la publicació de la Taula General de Caràcters simplificats (简化字总表 jiǎnhuà zì zǒng biǎo). Aquest procés de reforma no es considerava encara complet. De fet, se sol dir que hi havia gent que veia la simplificació com una fase provisional prèvia a l'adopció de l'alfabet llatí amb el sistema hànyǔ pinyin.
El procés de simplificació va continuar, en efecte, i el 1977 es va publicar el Segon Pla de Simplificació dels caràcters xinesos (Projecte) (第二汉字简化方案 [草案] dì'èr hànzì jiǎnhuà fāng'àn [cǎo'àn]). Aquesta segona part de la reforma no va arribar a tenir èxit, i el 1986 es va fer la darrera revisió del sistema, en què es va abolir per complet el segon pla, i es va fer algun petit canvi a la llista de 1964.
Aquesta última revisió de 1986 és la que està en vigor en l'actualitat a la República Popular de la Xina, excepte a Hong Kong i Macau, i a Singapur.
Substitució d'un caràcter per una variant popular o per una forma arcaica. Exemples:
| Tradicionals: | 個 | 萬 | 網 |
| Simplificats: | 个 | 万 | 网 |
Eliminació d'una part del caràcter. Exemples:
| Tradicionals: | 親 | 離 | 習 | 聲 | 廣 |
| Simplificats: | 亲 | 离 | 习 | 声 | 广 |
Adopció d'una forma basada en l'estil de cal·ligrafia cursiva. Exemples:
| Tradicionals: | 車 | 東 | 樂 | 區 | 闡 | 話 |
| Simplificats: | 车 | 东 | 乐 | 区 | 阐 | 话 |
Substitució de la part fonètica d'un caràcter per una altra amb menys traços. Exemples:
| Tradicionals: | 園 | 種 | 讓 | 襯 | 犧 |
| Simplificats: | 园 | 种 | 让 | 衬 | 牺 |
Eliminació d'un caràcter reemplaçant-lo amb un homòfon. Exemples:
| Tradicionals: | 後 | 幾 | 裏 | 鬆 | 乾 |
| Simplificats: | 后 | 几 | 里 | 松 | 干 |
En aquest últim cas, els caràcters de la fila inferior ja existien en el sistema tradicional (amb un altre significat). El sistema simplificat fusiona el que eren dos o més caràcters, amb significats diferents, però amb pronunciació igual o similar, en un sol caràcter. Això redueix el nombre total de caràcters (perdent precisió en crear més homòfons).

## A favor
- Els defensors dels caràcters simplificats argumenten que els caràcters simplificats són molt més fàcils de memoritzar, de llegir i d'escriure a causa del seu menor nombre de traços. Aquest va ser l'argument original que va motivar la reforma. En la següent secció de l'article s'exposen diverses crítiques a aquest plantejament.
- A més, els caràcters simplificats són molt més ràpids d'escriure a mà. Encara que aquesta idea sembla indiscutible, els detractors afirmen que les formes simplificades poden ser útils en l'escriptura manuscrita de tipus personal, de la mateixa manera que en català molta gent escriu "q" per "que" o "tmb" per "també" en els seus notes personals, però aquesta rapidesa en l'escriptura manuscrita no seria un argument vàlid per a reemplaçar les formes tradicionals en l'escriptura impresa o en format electrònic.

## En contra
- Els detractors de la simplificació argumenten que els caràcters xinesos són una part fonamental de la cultura xinesa, la forma dels quals havia estat a grans trets inalterada fins a la reforma duta a terme per la República Popular. En contra de la propaganda de les autoritats del continent, que sovint han presentat la reforma com un mer exercici d'estandardització de formes populars també antigues, els detractors apunten al fet que una gran part dels caràcters simplificats són formes inventades o marginals. Els caràcters tradicionals representarien les formes ortodoxes dels caràcters xinesos tal com han estat llegats per una tradició cultural mil·lenària. Els defensors de la simplificació repliquen que tota llengua evoluciona. De la mateixa manera que el mandarí parlat avui en dia és molt diferent de la llengua vernacla de fa diversos segles, no hi hauria res dolent en reformar el sistema d'escriptura per fer-lo més manejable i senzill en la societat actual.
- També hi ha persones que argüeixen que els caràcters simplificats són lletjos en comparació amb els tradicionals. Aquesta idea, però, és molt subjectiva. Altres repliquen que són els caràcters tradicionals els que resulten més lletjos per una recàrrega excessiva de traços.
- Molts xinesos educats en el sistema tradicional consideren que els caràcters simplificats són més difícils de discernir perquè, en comptar amb menys traços, hi abunden les semblances entre caràcters que originalment eren molt diferents. Per exemple, els caràcters 广 i 厂(guǎng i chǎng, respectivament) es diferencien només per un petit traç en la seva forma simplificada, mentre que en les seves versions tradicionals, 廣 i 廠, són molt més fàcils de distingir. Hi ha molts exemples similars.

La idea bàsica subjacent a la reforma dels caràcters xinesos és que un menor nombre de traços fa que aquests siguin més fàcils de recordar.
No és clar, però, que aquesta idea sigui correcta. Molts opositors de la reforma afirmen que un nombre de traços menor no fa necessàriament que els caràcters siguin més fàcils d'aprendre. Altres consideracions, com la simetria del caràcter, o la seva relació amb altres similars, tenen un paper important en el procés de memorització. Per exemple, hi ha qui troben més fàcil recordar 車 que 车 (chē, "cotxe") per la major simetria del primer. A partir d'aquest caràcter es forma 轟 (hōng), que podem fàcilment recordar com el "triple cotxe". Després de la simplificació, aquest caràcter ha esdevingut 轰, que consisteix en un cotxe sobre un parell de mans. Encara que els traços són menys, la complexitat estructural ("tres cotxes" davant "un cotxe sobre dues mans") sembla haver augmentat en el caràcter simplificat. Un altre cas seria el caràcter 錢 (qián), que agrupa el caràcter 金 (jīn, "or"), i el caràcter 戈 (gē, "llança"), repetit dues vegades. Els caràcters simplificats mantenen els caràcters jīn i gē tal qual, però han introduït formes reduïdes per jīn quan apareix com a component esquerre d'un caràcter i per a la combinació de dues gē. Així, 錢 (or+dues llances) ha esdevingut 钱 ("or abreujat+doble llança abreujada"). De nou, no és clar que la forma abreujada sigui realment més simple de memoritzar. En els casos de substitucions de la part fonètica d'un caràcter, moltes vegades els components bàsics no han estat simplificats, de manera que la reassignació de part fonètica, encara que faci que el caràcter s'escrigui a mà més ràpid, no augmentaria la seva facilitat per ser memoritzat. Un exemple seria el caràcter 種 (zhǒng) (= 禾+重), que ha passat a ser 种 (= 禾+中). Atès que tant 中 com 重 existeixen com caràcters independents, semblaria que les dues combinacions han de ser igual de fàcils o difícils d'aprendre. Per aquestes raons, els que estudien caràcters simplificats acaben, tard o d'hora, aprenent pràcticament les mateixes combinacions de traços bàsiques que es donen en els caràcters tradicionals.
Cal apuntar, a més a més, que hi ha nombroses inconsistències en els caràcters simplificats. Per exemple, el caràcter 復 (fù) ha estat simplificat a 复, mentre que la forma original perviu en els derivats 覆 (fù) i 履 ( lǚ ). Això es deu, en gran manera, al fet que el procés de simplificació va quedar congelat, a causa del canvi del clima polític, i que en el seu moment es pensava que era un estadi provisional de transició, no definitiu.
Malgrat la seva reincorporació a la Xina, Hong Kong i Macau continuen utilitzant el sistema tradicional de caràcters, fins i tot en l'àmbit administratiu. Abans de la retrocessió a la Xina, es pensava que les autoritats xineses podrien dur a terme una política activa de promoció o imposició dels caràcters simplificats en aquests dos territoris després de la seva integració a la República Popular. Fins al moment no ha estat així, i aquests dos territoris continuen utilitzant gairebé exclusivament caràcters tradicionals.
A Taiwan s'utilitzen només els caràcters tradicionals. A causa de la rivalitat històrica entre el règim de l'illa i el Partit Comunista Xinès, els caràcters simplificats han estat considerats com una reforma comunista, una agressió més a la cultura tradicional per part del règim enemic. Aquesta visió polititzada de la qüestió ha impedit qualsevol tipus de debat estrictament lingüístic sobre la simplificació.
Singapur és l'únic territori fora de la Xina continental que ha adoptat els caràcters simplificats de manera oficial. Així, la premsa en xinès de Singapur utilitza caràcters simplificats. No obstant això, l'ús dels caràcters tradicionals és aclaparadorament majoritari en els rètols comercials en xinès, i les llibreries venen moltes edicions de llibres xinesos en caràcters tradicionals.
El cas de Malàisia és més complex. En aquest país els xinesos són minoria i no hi ha hagut una política oficial de promoció d'un sistema sobre un altre. La premsa en xinès utilitza sovint una barreja de caràcters simplificats i tradicionals, usant els primers en el cos dels articles, i els segons en els titulars. La publicitat també utilitza majoritàriament els caràcters tradicionals.
Pel que fa a les comunitats xineses en altres parts del món, es pot dir que l'ús dels caràcters tradicionals continua sent majoritari en els països on hi ha hagut una comunitat xinesa des de fa diverses dècades, com Estats Units, Austràlia i Regne Unit, mentre que en països on la immigració xinesa és recent, com Espanya, hi predomina l'ús de caràcters simplificats.
La llengua xinesa es troba en l'actualitat en una situació de cisma respecte a la seva forma escrita. Mentre que la Xina continental utilitza els caràcters simplificats, Taiwan, Hong Kong i Macau continuen utilitzant el sistema tradicional. No sembla probable que aquesta situació hagi de canviar en un futur proper.
1. ↑  López i Vidal, Lluc. L'escriptura japonesa.  Editorial UOC, 2008. ISBN 978-84-9788-772-4.